# Русьимпорт
Группа Компаний «Русьимпорт» была основана в 1993 году и является крупнейшим импортёром и распространителем элитного алкоголя в России. Компания поставляет более 2000 наименований вин и крепких напитков более чем из 18 стран мира..

## Структура
Компания имеет свыше ста подразделений во всех регионах России и в странах ближнего зарубежья. Главный офис находится в Москве. Численность компании составляет 2500 сотрудников , из них в московском офисе работает 750 человек.
В компании действует Академия Торгового и Ресторанного Бизнеса, в которой проходят подготовку новые сотрудники, а также повышают квалификацию уже работающие. На базе этого учебного подразделения регулярно проводятся семинары мировых производителей алкогольной и табачной продукции.
В состав компании «Русьимпорт» с 2003 года входит Аналитическая Служба, которая широко известна в профессиональных кругах . Кроме подготовки данных для внутреннего пользования, регулярно в прессе публикуются оригинальные информационные материалы по рынку алкогольной продукции Российской Федерации.

### Звания
В начале 2000-х годов в компании введено звание «Почётный Сотрудник» 3-х степеней, которым награждаются наиболее отличившиеся сотрудники, внесшие максимальный вклад в развитие компании. В 2010 году более 40 человек были удостоены этого звания.

## Деятельность
«Русьимпорт» занимала с 1990-х годов первое место среди импортёров и ввозит в Россию французские вина Chateau Latour, Gustav Lorenz, Jean Boillot, Pierre Labet, немецкие Peter Mertes, аргентинские Bodegas Santa Ana , является эксклюзивным импортёром отдельных марок армянских коньяков , а также другую продукцию.
Все продукты, с которыми работает компания либо принадлежат ей, либо компания имеет эксклюзивные права на территории Российской Федерации на данную продукцию. Основные Торговые Марки: Chavron, Jean Paul Chenet, Frakia и другие.
Русьимпорт поставляет свою продукцию практически во все Федеральные Розничные Сети России. 

### Партнёрская деятельность
ГК «Русьимпорт» является постоянным организатором выставок и мероприятий, в частности: «Классификация алкогольной продукции. Гастрономические пары», проведённой в марте 2007 года Курским отделением компании «Русьимпорт-Курск» и рестораном «Аристократ» ЗАО «Корпорация ГРИНН»., являлась партнёром «Премии Рунета — 2007»

### Благотворительность
Компания «Русьимпорт» активно занимается благотворительностью, в том числе регулярно выделяются средства на ремонт и создание детских спортивных площадок.
Отделения компании участвуют в проводимых в городах благотворительных президентских балах в Республиках РФ.

### Оборот
Оборот ГК «Русьимпорт» в 2006 году составил 707 308 литров.

## Банкротство[14]
В январе 2015 года четыре общества с ограниченной ответственностью — «Русьимпорт», «Торговый дом «Русьимпорт», «Русьимпорт-центр» и «Русьимпорт-инвест» и ООО «Торговая компания „Русьимпорт“» — подали иски о собственном банкротстве в арбитражные суды Московской области и Москвы.

1 октября 2015 года Сбербанк и БТФ подали по два заявления на персональное банкротство основного владельца «Русьимпорта» Александра Мамедова.

## Награды
- 29 — 30 марта 2005 года Группа Компаний «Русьимпорт» в ходе XI Торжественной Церемонии вручения Главной Всероссийской Премии «Российский Национальный Олимп» была удостоена Высшей Всероссийской общественной награды, а её президент — Почетным Знаком «За Честь и Доблесть».[18]
- В конце 2005 года на IX Международном профессиональном конкурсе «Лучшее шампанское, вино и коньяк года», прошедшем во Всероссийском НИИ пивоваренной, безалкогольной и винодельческой промышленности в Москве, продукция компании завоевала 67 наград, а компания получила звание «Лучший дистрибьютор импортной продукции». Компания удостоилась этого звания уже в шестой раз.[19]
- В том же 2005 году на конкурсе вин International Wine and Spirits Challenge в Лондоне две марки AMIRANI и TALISMAN, эксклюзивным поставщиком которых является компания, получили бронзовую медаль.[19],[20]
- В течение многих лет «Русьимпорт» награждался Национальной Алкогольной Ассоциацией Почетным дипломом «Лидер российского алкогольного рынка».[18]
- В 2008 году, в 2009 году получила награды на выставке «Продэкспо».[21],[22].